# Deštenka
Deštenka, také zvaná Deštěnka (dříve též Jihočeská Deštenka Svatojanská), byla limonáda vyráběná z radioaktivní minerální vody pramenící v jihočeské Deštné.
Historie vody sahá do roku 1599, kdy byl v Deštné objeven minerální pramen, u kterého vznikly léčebné lázně. Lázeňskému provozu se ve svém dílně podrobně věnoval Bohuslav Balbín, který jej v rámci Čech umístil v žebříčku na třetí místo za Karlovy Vary a Teplice. Léčivou vodu využívala šlechta, církevní hodnostáři i prostí lidé, léčila se dna, žaludeční a ledvinové choroby. V roce 1602 vznikl u pramene kostel svatého Jana Křtitele, který o poutích navštěvovaly tisíce věřících.
V roce 1902 Stanislav Řezník získal právo k užívání vody z léčebného pramene v Deštné, na území bývalých lázní. Roku 1907 si u obchodní komory v Českých Budějovicích zaregistroval ochrannou známku v podobě kaple svatého Jana Křtitele s přetiskem Deštenka Svatojánská. V roce 1910 podstatnou část lázní zničil požár, podnikatelský záměr se proto soustředil na stáčení a prodej vody. Roku 1935 vznikl místní spolek, který využil známou minerální vodu k turistické propagaci Deštné a okolí. Limonáda ze stáčené vody byla rozvážena do širokého okolí města. V roce 1950 došlo ke znárodnění podniku. Výroba Deštenky pokračovala, ale význam jména této limonády upadal. Po roce 1989 díky restituci byl upadající podnik vrácen do rodiny Řezníků a v roce 1991 vznikla společnost Fontea, která dále vyráběla limonádu Deštenku. V roce 1992 zveřejnil regionální měsíčník Zlatá růže výsledky ankety nejprodávanějšího zboží v Jindřichově Hradci za měsíc srpen, kde v kategorii nealkoholických nápojů obsadila Deštenka první a druhé místo (s příchutěmi citronová a malinová). V roce 2003 byla výroba ukončena.